# 潞城瑶族乡
潞城瑶族乡是中华人民共和国广西壮族自治区百色市田林县下辖的一个民族乡。

## 行政区划
潞城瑶族乡下辖以下村级行政区划单位：
潞城村、旺吉村、红旗村、营盘村、丰厚村、八洞村、平板村、弄读村、各烟村、丰防村、渭祥村、平合村、三瑶村、那帮村、马逻村、央郎村、那马村、东力村和弄光村。